# アブダガセス1世
アブダガセス1世（Abdagases I、在位：50年頃 - 65年頃）はインド・パルティア王国の王。北西インドに巨大な勢力を築いたゴンドファルネスの築いた勢力を受け継いだが、王国は直ちに分解を始めた。

## 来歴
ゴンドファルネスの兄弟ガダナの息子として生まれた。ゴンドファルネスの後継者となったが実際にはゴンドファルネス死後彼の王国は直ちに分解を始めており、叔父ほどの権勢を振るうことはなかった。ゴンドファルネスにはカパという息子がいたが、彼との関係はよくわからない。
アブダガセス1世は「救世主たる王」、「大王」を名乗ったが、同時期にゴンドファルネスの旧領ではゴンドファルネスの将軍であった名門アスヴァヴァルマ家のササや最後の王パコレス（彼の正体については諸説ある）も「諸王の王」、「大王」を名乗って自立勢力となっていた。他にサペダマ、サタヴァストラといった人物も自立勢力を築いていた。
彼らは相互に争っていた事が『エリュトゥラー海案内記』に僅かに記録されている。